# Хуліо Перальта
Хуліо Перальта (ісп. Julio Peralta; нар. 9 вересня 1981) — колишній чилійський тенісист.
Найвищу одиночну позицію світового рейтингу — 212 місце досяг 1 грудня 2003, парну — 29 місце — 16 жовтня 2017 року.
Здобув 6 парних титулів.
Найвищим досягненням на турнірах Великого шолома був чвертьфінал в парному розряді.

## Фінали турнірів ATP за кар'єру

### Парний розряд: 10 (6–4)
| Легенда                                     |
| ------------------------------------------- |
| Турніри Великого шолома (0–0)               |
| Фінали Світового туру ATP (0–0)             |
| Серія Мастерс 1000 Світового Туру ATP (0–0) |
| Серія 500 Світового туру ATP (1–0)          |
| Серія 250 Світового туру ATP (5–4)          |

| Титули за покриттям |
| ------------------- |
| Тверде (1–3)        |
| Ґрунт (5–1)         |
| Трава (0–0)         |

| Титули за типом корту |
| --------------------- |
| Відкритий (5–2)       |
| Закритий (1–2)        |

| Результат | В-П | Дата     | Турнір                                   | Рівень    | Покриття   | Партнер           | Суперники                          | Рахунок          |
| --------- | --- | -------- | ---------------------------------------- | --------- | ---------- | ----------------- | ---------------------------------- | ---------------- |
| Перемога  | 1–0 | Лют 2016 | Brasil Open, Бразилія                    | Серія 250 | Ґрунт      | Орасіо Себальйос  | Пабло Карреньо Буста Давід Марреро | 4–6, 6–1, [10–5] |
| Перемога  | 2–0 | Лип 2016 | Відкритий чемпіонат Швейцарії, Швейцарія | Серія 250 | Ґрунт      | Ораціо Себаллос   | Мате Павич Майкл Вінус             | 7–6(7–2), 6–2    |
| Перемога  | 3–0 | Вер 2016 | Moselle Open, Франція                    | Серія 250 | Тверде (i) | Ораціо Себаллос   | Мате Павич Майкл Вінус             | 6–3, 7–6(7–4)    |
| Поразка   | 3–1 | Лют 2017 | Відкритий чемпіонат Еквадору, Еквадор    | Серія 250 | Ґрунт      | Ораціо Себаллос   | Джеймс Серретані Філіпп Освальд    | 3−6, 1−2 ret.    |
| Перемога  | 4–1 | Кві 2017 | U.S. Men's Clay Court Championships, США | Серія 250 | Ґрунт      | Ораціо Себаллос   | Дастін Браун Френсіс Тіафо         | 4–6, 7–5, [10–6] |
| Поразка   | 4–2 | Сер 2017 | Winston-Salem Open, США                  | Серія 250 | Тверде     | Ораціо Себаллос   | Жан-Жульєн Роєр Горія Текеу        | 3−6, 4−6         |
| Поразка   | 4–3 | Вер 2017 | St. Petersburg Open, Росія               | Серія 250 | Тверде (i) | Ораціо Себаллос   | Роман Єбави Матве Мідделкоп        | 4–6, 4–6         |
| Поразка   | 4–4 | Жов 2017 | Відкритий чемпіонат Європи, Бельгія      | Серія 250 | Тверде (i) | Сантьяго Гонсалес | Скотт Ліпскі Дівідж Шаран          | 4–6, 6–2, [5–10] |
| Перемога  | 5–4 | Лип 2018 | Swedish Open, Швеція                     | Серія 250 | Ґрунт      | Ораціо Себаллос   | Сімоне Болеллі Фабіо Фоніні        | 6–3, 6–4         |
| Перемога  | 6–4 | Лип 2018 | Відкритий чемпіонат Німеччини, Німеччина | Серія 500 | Ґрунт      | Ораціо Себаллос   | Олівер Марах Мате Павич            | 6–1, 4–6, [10–6] |

## Фінали ATP Челленджер і ITF Ф'ючерс

### Одиночний розряд (8–6)
| Легенда                    |
| Серія ATP Челленджер (1–0) |
| Серія ITF Ф'ючерс (7–6)    |

| Результат | Ранг | Дата             | Турнір                  | Покриття | Суперник                 | Рахунок            |
| --------- | ---- | ---------------- | ----------------------- | -------- | ------------------------ | ------------------ |
| Поразка   | 1.   | 28 серпня 2000   | Перу F1, Перу           | Ґрунт    | Жуліо Сілва              | 6–7(4–7), 6–3, 3–6 |
| Поразка   | 2.   | 4 грудня 2000    | Чилі F9, Чилі           | Ґрунт    | Патрісіо Руді            | 6–3, 6–7(2–7), 0–6 |
| Поразка   | 3.   | 16 липня 2001    | Румунія F3, Румунія     | Ґрунт    | Габр'єл Морару           | 6–7(6–8), 6–7(3–7) |
| Перемога  | 1.   | 3 вересня 2001   | Перу F2, Перу           | Ґрунт    | Йоні Ромеро              | 6–3, 6–3           |
| Перемога  | 2.   | 24 вересня 2001  | Болівія F2, Болівія     | Ґрунт    | Філліп Арбое             | 6–3, 6–4           |
| Поразка   | 4.   | 8 жовтня 2001    | Парагвай F1, Парагвай   | Ґрунт    | Себастьян Декуд          | 3–6, 1–6           |
| Перемога  | 3.   | 14 квітня 2003   | Чилі F3, Чилі           | Ґрунт    | Філліп Арбое             | 4–6, 6–4, 6–2      |
| Перемога  | 4.   | 28 липня 2003    | Белу-Оризонті, Бразилія | Тверде   | Данай Удомчоке           | 7–6(8–6), 1–6, 6–1 |
| Перемога  | 5.   | 2 серпня 2004    | Чилі F1-A, Чилі         | Ґрунт    | Дам'ян Патріарка         | 6–2, 6–1           |
| Поразка   | 5.   | 9 серпня 2004    | Чилі F1-B, Чилі         | Ґрунт    | Крістіан Вільяґран       | 4–6, 4–6           |
| Перемога  | 6.   | 27 жовтня 2008   | Чилі F4, Чилі           | Ґрунт    | Хорхе Агілар             | 6–4, 6–2           |
| Перемога  | 7.   | 3 листопада 2008 | Чилі F5, Чилі           | Ґрунт    | Бруно Тіберті            | 6–0, 6–2           |
| Перемога  | 8.   | 4 листопада 2014 | США F5, США             | Ґрунт    | Жан-Їв Обон              | 6–2, 6–1           |
| Поразка   | 6.   | 1 грудня 2014    | Чилі F9, Чилі           | Ґрунт    | Ганс Подліпнік Кастільйо | 2–6, 3–6           |

### Парний розряд (18–10)
| Легенда                     |
| Серія ATP Челленджер (10–6) |
| Серія ITF Ф'ючерс (8–4)     |

| Результат | Ранг | Дата             | Турнір                  | Покриття | Партнер              | Суперники                                  | Рахунок               |
| --------- | ---- | ---------------- | ----------------------- | -------- | -------------------- | ------------------------------------------ | --------------------- |
| Поразка   | 1.   | 1 жовтня 2001    | Болівія F3, Болівія     | Ґрунт    | Феліпе Парада        | Федеріко Кардіналі Серхіо Еліас            | 7–5, 2–6, 3–6         |
| Поразка   | 2.   | 22 квітня 2002   | Ямайка F3, Ямайка       | Тверде   | Кеплер Орельяна      | Дієґо Аяла Адам Кеннеді                    | 5–7, 6–3, 3–6         |
| Поразка   | 3.   | 20 січня 2003    | США F2, США             | Тверде   | Феліпе Парада        | Ігнасіо Ірігоєн Тріпп Філліпс              | 4–6, 2–6              |
| Поразка   | 4.   | 27 січня 2003    | США F3, США             | Тверде   | Феліпе Парада        | Раян Сачір Тріпп Філліпс                   | w/o                   |
| Перемога  | 1.   | 27 жовтня 2008   | Чилі F4, Чилі           | Ґрунт    | Матє Гюна            | Крістобаль Сааведра Корвалан Анхель Торрес | 6–2, 6–2              |
| Перемога  | 2.   | 3 листопада 2014 | США F30, США            | Ґрунт    | Метт Сіберґер        | Кетелін-Йонуц Гирд Алекс Рибаков           | 6–3, 6–4              |
| Перемога  | 3.   | 8 грудня 2014    | Чилі F10, Чилі          | Ґрунт    | Матьє Гюна           | Мартін Куевас Густаву Герсіс               | 6–2, 6–3              |
| Перемога  | 4.   | 15 грудня 2014   | Чилі F11, Чилі          | Ґрунт    | Рікардо Урсуа-Рівера | Ніколас Аррече Томас Ліповшек Ручес        | 7–5, 6–0              |
| Перемога  | 5.   | 22 грудня 2014   | Чилі F12, Чилі          | Ґрунт    | Ганс Подліпнік       | Аріель Беар Гонсало Лама                   | 7–6(7–3), 6–2         |
| Перемога  | 6.   | 23 лютого 2015   | Панама F1, Панама       | Ґрунт    | Даріан Кінг          | Іван Ендара Едуардо Агустін Торре          | w/o                   |
| Перемога  | 7.   | 2 березня 2015   | Нікарагуа F1, Нікарагуа | Ґрунт    | Хуан Себастьян Гомес | Кейт-Патрік Кроулі Ганс Гах Вердуґо        | 6–3, 6–3              |
| Поразка   | 5.   | 20 квітня 2015   | Саванна, США            | Ґрунт    | Денис Новіков        | Гільєрмо Дюран Орасіо Себальйос            | 4–6, 3–6              |
| Перемога  | 8.   | 27 квітня 2015   | Таллахассі, США         | Ґрунт    | Денис Новіков        | Сомдев Девварман Санам Сінгх               | 6–2, 6–4              |
| Перемога  | 9.   | 1 червня 2015    | США F16-A, США          | Тверде   | Метт Сіберґер        | Тенніс Сендгрен Райн Вільямс               | 3–6, 6–3, [10–8]      |
| Поразка   | 6.   | 8 червня 2015    | Москва, Росія           | Ґрунт    | Метт Сіберґер        | Ренцо Оліво Ораціо Себаллос                | 5–7, 3–6              |
| Поразка   | 7.   | 13 липня 2015    | Познань, Польща         | Ґрунт    | Метт Сіберґер        | Михайло Єлгін Матеуш Ковальчик             | 6–3, 3–6, [6–10]      |
| Перемога  | 10.  | 12 жовтня 2015   | Коррієнтес, Аргентина   | Ґрунт    | Ораціо Себаллос      | Гільєрмо Дюран Максімо Гонсалес            | 6–2, 6–3              |
| Перемога  | 11.  | 2 листопада 2015 | Богота, Колумбія        | Ґрунт    | Ораціо Себаллос      | Ніколас Баррієнтос Едуардо Струвай         | 6–3, 6–4              |
| Перемога  | 12.  | 9 листопада 2015 | Буенос-Айрес, Аргентина | Ґрунт    | Ораціо Себаллос      | Лукас Арнольд Кер Гвідо Андреоцці          | 6–2, 7–5              |
| Поразка   | 8.   | 4 січня 2016     | Мендоса (Аргентина)     | Ґрунт    | Ораціо Себаллос      | Максімо Гонсалес Хосе Ернандес-Фернандес   | 6–4, 3–6, [1–10]      |
| Перемога  | 13.  | 25 січня 2016    | Букараманга, Колумбія   | Ґрунт    | Ораціо Себаллос      | Серхіо Гальдос Луїс Давід Мартінес         | 6–2, 6–2              |
| Перемога  | 14.  | 7 березня 2016   | Сантьяго, Чилі          | Ґрунт    | Ганс Подліпнік       | Факундо Баньїс Максімо Гонсалес            | 7–6(7–4), 4–6, [10–5] |
| Перемога  | 15.  | 25 квітня 2016   | Таллахассі, США         | Ґрунт    | Денис Новіков        | Петер Лучак Марк Полменс                   | 3–6, 6–4, [12–10]     |
| Поразка   | 9.   | 30 травня 2016   | Простейов, Чехія        | Ґрунт    | Ганс Подліпнік       | Олександр Бурий Ігор Зеленай               | 4–6, 4–6              |
| Поразка   | 10.  | 25 липня 2016    | Прага, Чехія            | Ґрунт    | Факундо Аргуельйо    | Юліан Ноул Ігор Зеленай                    | 4–6, 5–7              |
| Перемога  | 16.  | 25 липня 2016    | Генуя, Італія           | Ґрунт    | Ораціо Себаллос      | Олександр Бурий Андрій Василевський        | 6–4, 6–3              |
| Перемога  | 17.  | 10 жовтня 2016   | Буенос-Айрес, Аргентина | Ґрунт    | Ораціо Себаллос      | Серхіо Гальдос Фернандо Ромболі            | 7–6(7–5), 7–6(7–1)    |
| Перемога  | 18.  | 17 жовтня 2016   | Сантьяго, Чилі          | Ґрунт    | Ораціо Себаллос      | Максімо Гонсалес Серхіо Гальдос            | 6–3, 6–4              |

## Досягнення в парному розряді
| W | Ф | ПФ | ЧФ | #Р | КТ | К# | DNQ | A | NH |

| Турнір                                 | 2015 | 2016 | 2017 | 2018 | 2019–2021 | 2022 | В-П  |  |
| -------------------------------------- | ---- | ---- | ---- | ---- | --------- | ---- | ---- |  |
| Турніри Великого шлему                 |      |      |      |      |           |      |      |  |
| Відкритий чемпіонат Австралії з тенісу |      |      | 1р   | 1р   |           |      | 0–2  |  |
| Відкритий чемпіонат Франції з тенісу   |      | 2р   | ЧФ   | 2р   |           |      | 5–3  |  |
| Вімблдонський турнір                   |      | 1р   | 2р   | 2р   |           | 1р   | 2–4  |  |
| Відкритий чемпіонат США з тенісу       | 1р   | 1р   | 2р   | 2р   |           |      | 2–4  |  |
| В-П                                    | 0–1  | 1–3  | 5–4  | 3–4  | 0–0       | 0–1  | 9–13 |  |
| Серія Мастерс 1000 Світового Туру ATP  |      |      |      |      |           |      |      |  |
| Indian Wells Open                      |      |      |      | 1р   |           |      | 0–1  |  |
| Відкритий чемпіонат Маямі з тенісу     |      |      |      |      |           |      | 0–0  |  |
| Мастерс Монте-Карло                    |      |      |      |      |           |      | 0–0  |  |
| Мастерс Мадрид                         |      |      |      |      |           |      | 0–0  |  |
| Мастерс Рим                            |      |      |      | 1р   |           | 2р   | 1–1  |  |
| Мастерс Канада                         |      |      |      |      |           |      | 0–0  |  |
| Мастерс Цинциннаті                     |      |      |      |      |           |      | 0–0  |  |
| Мастерс Шанхай                         |      |      | ЧФ   | ЧФ   | A/NH      | NH   | 4–2  |  |
| Мастерс Париж                          |      |      | 2р   |      |           |      | 1–1  |  |
| В-П                                    | 0–0  | 0–0  | 3–2  | 2–3  | 0–0       | 1–0  | 6–5  |  |